# Barc (Eure)
Barc település Franciaországban, Eure megyében. Lakosainak száma 1168 fő (2022. január 1.). Barc Beaumontel, Beaumont-le-Roger, Bray, Grosley-sur-Risle és Le Plessis-Sainte-Opportune községekkel határos.

## Népesség
A település népességének változása:
| Lakosok száma | 594  | 639  | 766  | 896  | 1140 | 1198 | 1225 | 1178 | 1155 | 1168 |
|               | 1968 | 1982 | 1990 | 2006 | 2013 | 2015 | 2017 | 2019 | 2020 | 2022 |